# Sol dièse mineur

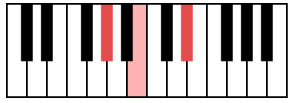
L'accord parfait de sol dièse mineur se compose des notes suivantes : sol♯, si, ré♯.

La tonalité de sol dièse mineur se développe en partant de la note tonique sol dièse. Elle est appelée G-sharp minor en anglais et gis-Moll dans l'Europe centrale.
L'armure coïncide avec celle de la tonalité relative si majeur.

## Modes

### mineur naturel
L’échelle de sol dièse mineur naturel est : sol♯, la♯, si, do♯, ré♯, mi, fa♯, sol♯.
- tonique : sol♯
- médiante : si
- dominante : ré♯
- sensible : fa♯

Altérations : fa♯, do♯, sol♯, ré♯, la♯.

### mineur harmonique
L’échelle de sol dièse mineur harmonique est : sol♯, la♯, si, do♯, ré♯, mi, fa, sol♯.
- tonique : sol♯
- médiante : si
- dominante : ré♯
- sensible : fa

Altérations :  fa♯, do♯, sol♯, ré♯, la♯ et fa (accidentel).

### mineur mélodique
L’échelle de sol dièse mineur mélodique est :
- gamme ascendante : sol♯, la♯, si, do♯, ré♯, mi♯, fa, sol♯.
- gamme descendante : sol♯, fa♯, mi, ré♯, do♯, si, la♯, sol♯.

## Compositions célèbres en sol dièse mineur
- La Campanella (Liszt)